# Iiro Luoto
Iiro Luoto (Espoo, 8 ottobre 1984) è un ex giocatore di football americano finlandese che ha giocato come tight end.
Dopo aver giocato per le giovanili e la prima squadra degli Helsinki Roosters è passato in NFL Europe ai tedeschi Frankfurt Galaxy e poi ai Rhein Fire. È stato quindi assegnato ai New York Jets senza però riuscire ad entrare nel roster attivo. È quindi tornato in Finlandia, prima agli Helsinki Wolverines e poi ai Porvoon Butchers. Ha successivamente giocato per due stagioni nei Calanda Broncos ed è successivamente tornato in Finlandia, prima agli Wolverines e poi ai Roosters. L'8 settembre 2024 è stato inserito nella Hall of Fame del football americano finlandese.

## Palmarès
- 1 World Bowl (Frankfurt Galaxy, 2006)
- 1 Eurobowl (Calanda Broncos, 2012)
- 1 IFAF Europe Champions League (Helsinki Roosters, 2014)
- 1 IFAF Northern European Football League (Helsinki Roosters, 2017)
- 8 Vaahteramalja (Helsinki Roosters, 2004, 2014, 2015, 2016, 2017, 2018; Porvoon Butchers, 2009, 2010)
- 2 Swiss Bowl (Calanda Broncos, 2011, 2012)